# Marie-Océane Bayol
Pour les articles homonymes, voir Bayol.
Marie-Océane Bayol est une footballeuse française née le 21 janvier 1986 à Nogent-sur-Marne.
Marie-Océane a joué en France dans plusieurs clubs et différentes divisions : avec Monaco en N1B et D3, en D2 avec Vendenheim et Bagneux, et enfin en D1 avec Paris, où elle a évolué en tant que deuxième gardienne du club de la capitale, derrière Bérangère Sapowicz.
Son parcours l'a ensuite emmenée en Espagne à l'ED Moratalaz, club madrilène de deuxième division, où elle a passé quatre saisons.
Elle joue désormais en Italie où elle défend depuis 2016 les couleurs de l'AC Perugia Calcio Femminile. Après avoir connu en 2017-2018 une relégation sportive en troisième division, le club a été repêché pour participer à la refonte de la Serie B en une poule unique.

## Palmarès
Paris Saint-Germain
- Vainqueur du Challenge de France en 2010
- Vice-championne de France en 2011.